# Pélasgiotide

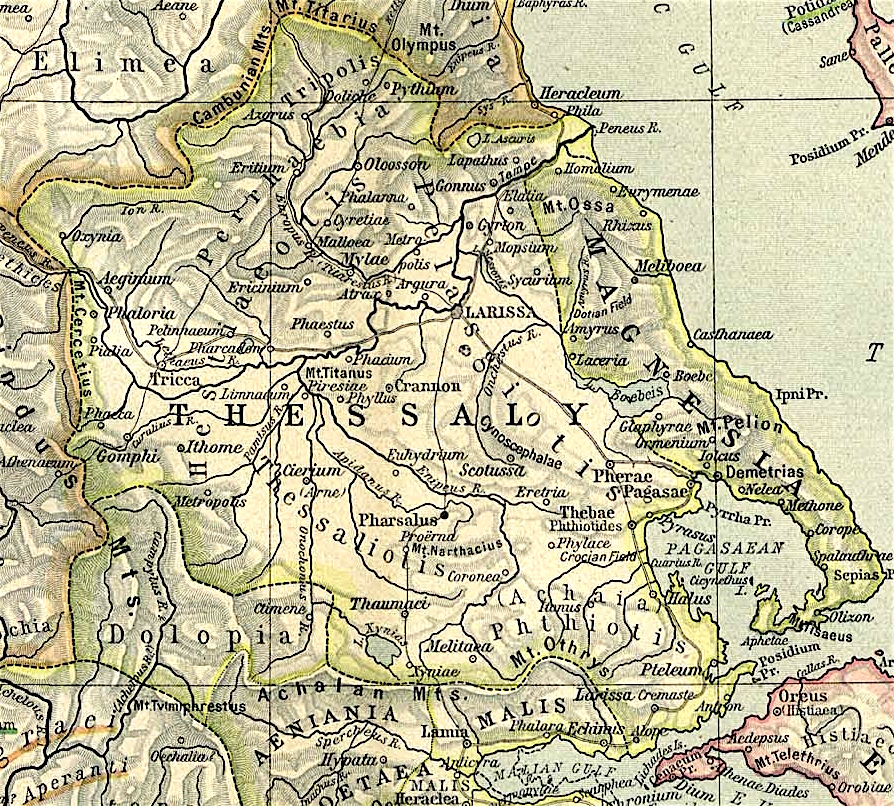
Pelasgiotis au centre de la Thessalie.

La Pelasgiotide (Πελασγιῶτις / Pelasgiōtis) est un district de l'ancienne Thessalie, s'étendant de la vallée de Tempé au nord jusqu'à la ville de Phères au sud. La Pélasgiotide comprend les localités suivantes : Argos Pelasgikon, Argyre, Armenium, Atrax, Crannon, Cynocéphales, Elateia, Gyrton, Mopsion, Larissa, Kondaia, Onchestos rivière et de la ville, Phayttos, Phères, Scotussa et Sykourion. Le démonyme des habitants du district est Pelasgiotae ou Pelasgiotes (Πελασγιῶται / Pelasgiōtai).

## Histoire
Avec la Phthie, la Thessaliotide et l'Histiéotide, le Pelasgiotide appartient à la tétrarchie thessalienne, régie par un tagos lorsque l'occasion se présente. Le territoire est mentionné par Strabon mais pas par Hérodote, qui semble l'inclure dans le district de Thessaliotide.
En épigraphie, les Pélasgiotes sont mentionnés parmi d'autres ambassadeurs thessaliens à Athènes en 353 av. J.-C.. Un fragment d'une stèle de marbre à Larissa enregistre que, à la demande du consul romain Quintus Caecilius Metellus, fils de Quintus, « ami et bienfaiteur de notre pays [ ethnei hōmōn ] » en échange des services rendus par lui, sa famille et le Sénat romain et Peuple, la Ligue thessalienne a décrété d'envoyer 43 000 caisses de blé à Rome, taxées de différentes régions de la ligue. Les Pélasgiotes et les Phthiotes doivent en fournir 32 000 tandis que les Histiaeotes et les Thessaliotes doivent fournir les 11 000 restants, dont 25% vont à l'armée, tous dans des mois différents.
Le toponyme régional et ethnique est un élément pélasgien qui rappelle le passé thessalien. Comme dans d'autres régions de Thessalie, des inscriptions en éolien sont attestées après le IIe siècle av. J.-C.
Pendant les Jeux thessaliens de Larissa à Zeus Éleutherios au Ier siècle av. J.-C. plusieurs athlètes gagnants sont décrits comme « Thessalien de Larissa de Pelasgis » (Θεσσαλὸς ἀπὸ Λαρίσης τῆς Πελασγίδος, Thessalos apo Larisēs tēs Pelasgidos). L'épigramme funéraire d'Erilaos de Chalchédoine du IIIe siècle av. J.-C. mentionne également Λάρισα τᾶι Πελασγίδι, Larisa tai Pelasgidi.